# Sigismund Lobkowicz von Hassenstein
Sigismund Lobkowicz von Hassenstein († 1546) war ein böhmischer Dichter und Schriftsteller.

## Leben
Er war der Sohn des Gutsbesitzers Nikolaus III. Lobkowicz von Hassenstein und der Magdalena von Minicz und ein Neffe des Humanisten und Dichters Bohuslaw Lobkowicz von Hassenstein (1461–1510). Er war verheiratet mit Bonusse Krabicze von Weitmühl (Benigna Krabicze z Weitmile).
Lobkowicz war bis 1518 Gutsherr auf Pietipsy. Zeitweilig war er Rektor der Universität Wittenberg.